# Castanotherium dorsispina
Castanotherium dorsispina är en mångfotingart som först beskrevs av Carl Graf Attems 1936.  Castanotherium dorsispina ingår i släktet Castanotherium och familjen Zephroniidae. Inga underarter finns listade i Catalogue of Life.